# Hôtel et restaurant Le Moulin
L’hôtel-restaurant Le Moulin est situé aux portes du Parc naturel régional des Vosges du Nord, dans le village de Gundershoffen, à 4 km   de Reichshoffen, 8 de Niederbronn-lesBains et 43 de Strasbourg, commune française, membre de la Communauté de communes du Pays de Niederbronn-les-Bains, circonscription administrative du Bas-Rhin.
Cette commune se trouve dans la région historique et culturelle d'Alsace et, depuis le 1er janvier 2021, dans le territoire de la Collectivité européenne d'Alsace, en région Grand Est.

## Le Moulin, son Histoire
Blotti dans la rue du même nom, cet ancien moulin à farine, dit Moulin inférieur, a été répertorié dans la base Mérimée (base de données sur le patrimoine architectural français du ministère de la Culture sous la référence IA67005121,.
D'après l'état de 1772 le moulin aurait été construit en 1724, et selon les termes d'une lettre du 27 août 1753, il aurait fait partie de la seigneurie des De Dietrich.
Ses grandes quatre roues à palettes alimentées par les eaux conjuguées du Falkensteinerbach (affluent de la Zinsel du Nord) et du Schwarzbach, mettant en mouvement deux paires de meules et quatre machines à broyer le chanvre et le plâtre, actionnaient deux tournants (roues en dessous) pour moudre la farine mais broyaient aussi le chanvre et la garance servant à la confection des uniformes de l’armée Napoléonienne.
Georges Stephan (ses initiales "G St" sont visibles sur le linteau du logis), en aurait été propriétaire en 1841. Cette mention ne fait donc pas référence à la date de construction du bâtiment construit en 1724.
Pour se prévaloir du droit d’eau, en témoigne un vieux manuscrit retrouvé dans les archives, il était imposé au concessionnaire du moulin le paiement de huit sacs de froment, la redevance de deux porcs de 100 livres (évaluées sur la teneur en saindoux), ainsi qu’un sesters d’orge perlé payables annuellement à la St Martin.
À la roue à aubes succéda une turbine hydroélectrique installée en 1924 qui offrait son énergie à l’éclairage d’une partie des rues du village le soir venu. Elle n'est plus actuellement en activité.
Les lieux ont été restaurés et aménagés en 1985 et ensuite en 2002 par Annie et François Paul. Ils détenaient initialement le restaurant Le Cygne jusqu’en 2011,,, puis se portèrent acquéreur de l'ancien moulin pour y installer en 2002 l’hôtel tel qu’il est aujourd’hui.
L'hôtel bénéficie d'un classement 4****.

Document relatifs à l'histoire de l'Hôtel du Moulin
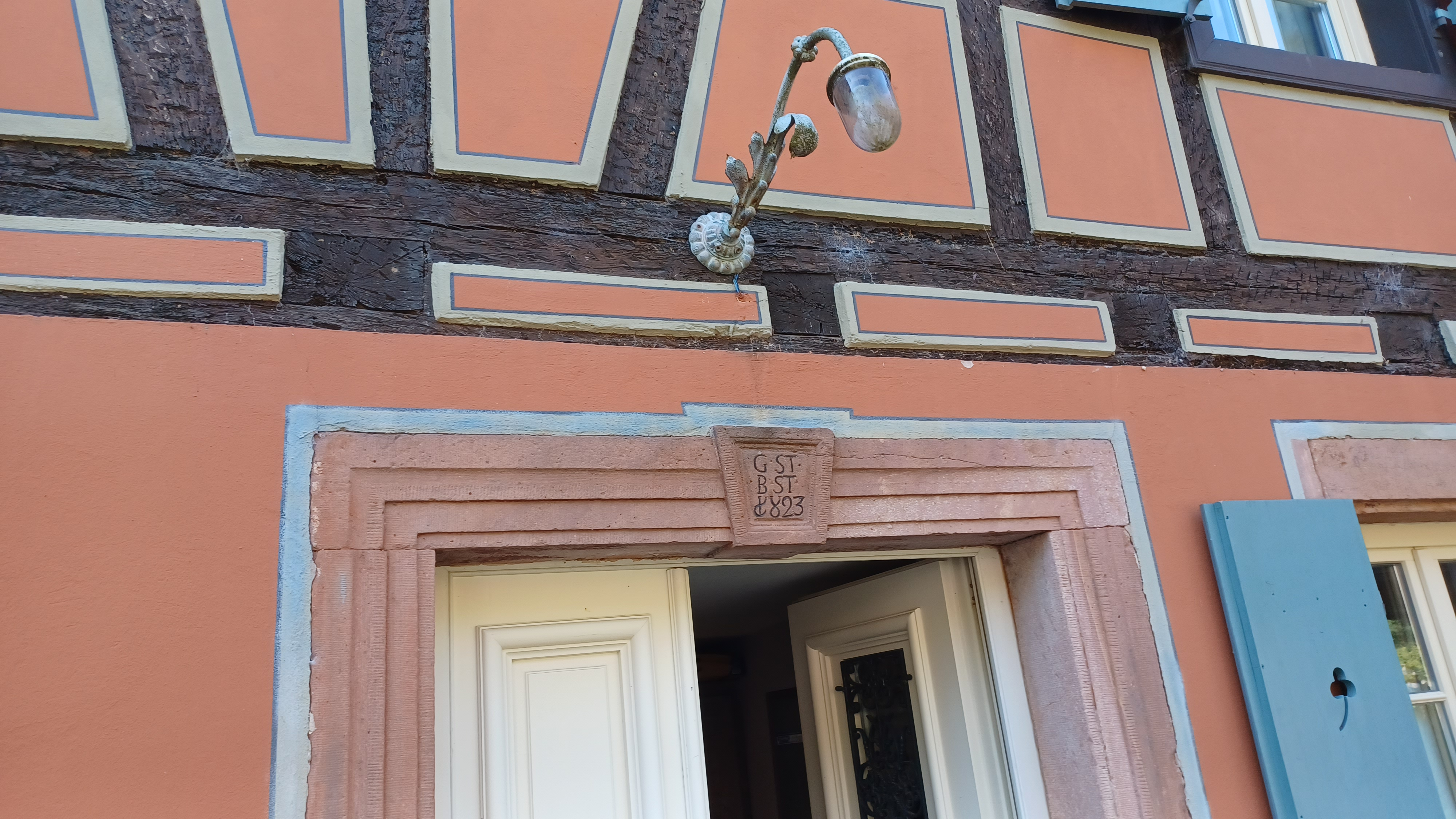
Moulin inférieur. Initiale du propriétaire en 1723 : Georges Stephan ("G St") sur le linteau du logis).
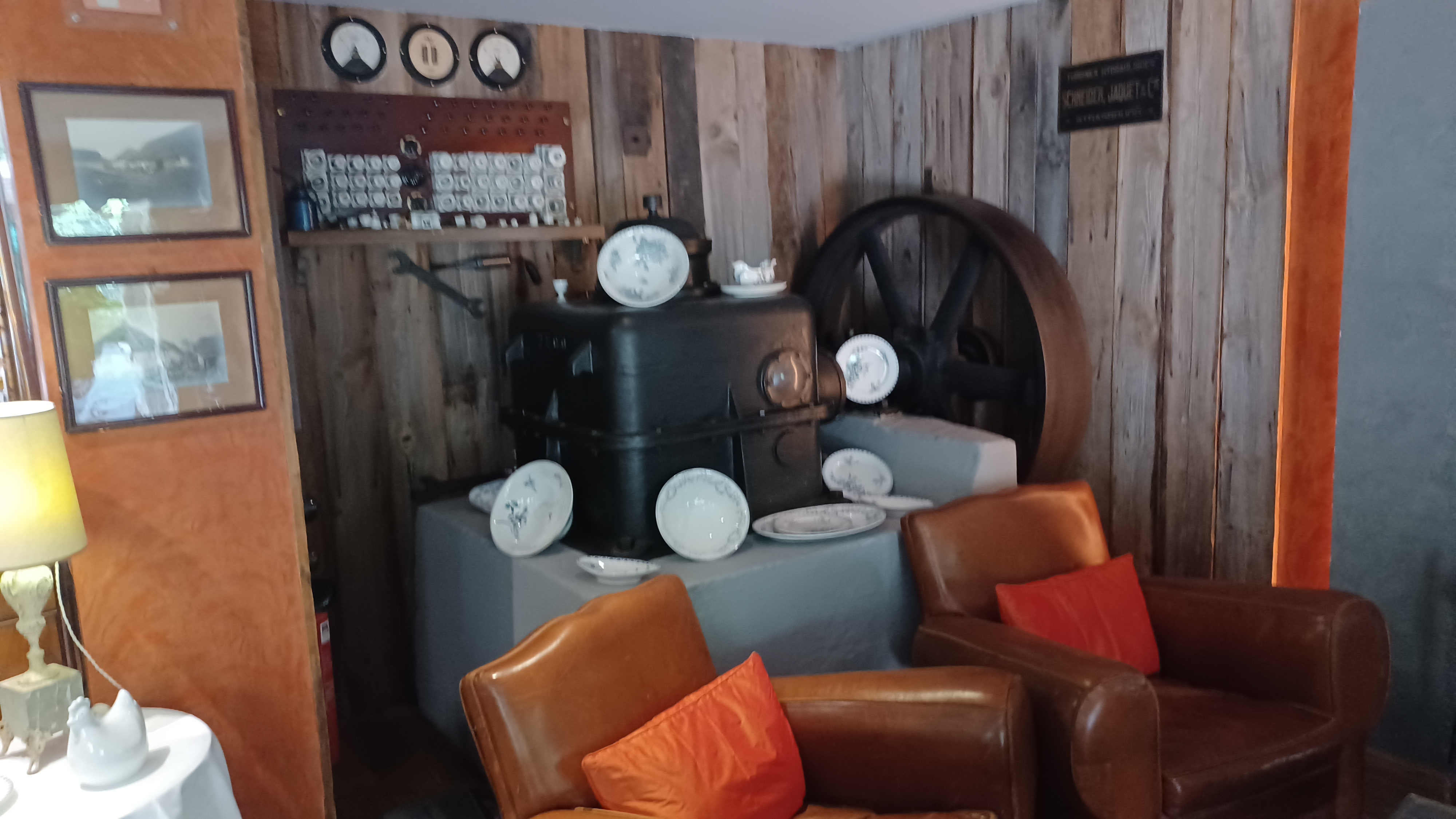
Turbines hydrauliques Schneider Jaquet & Cie, Strasbourg, 1924[12].
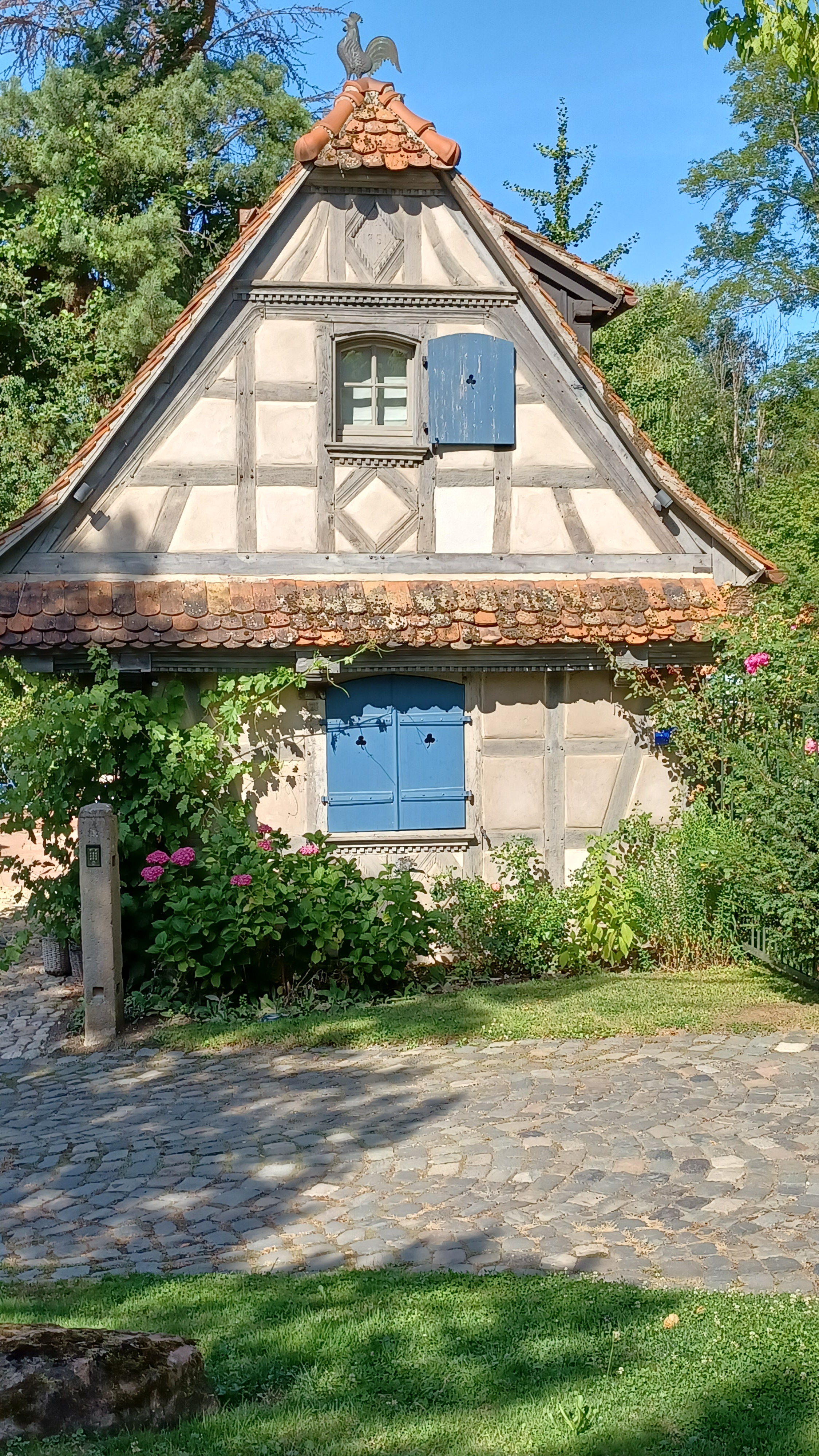
Maison annexe 1851[13].
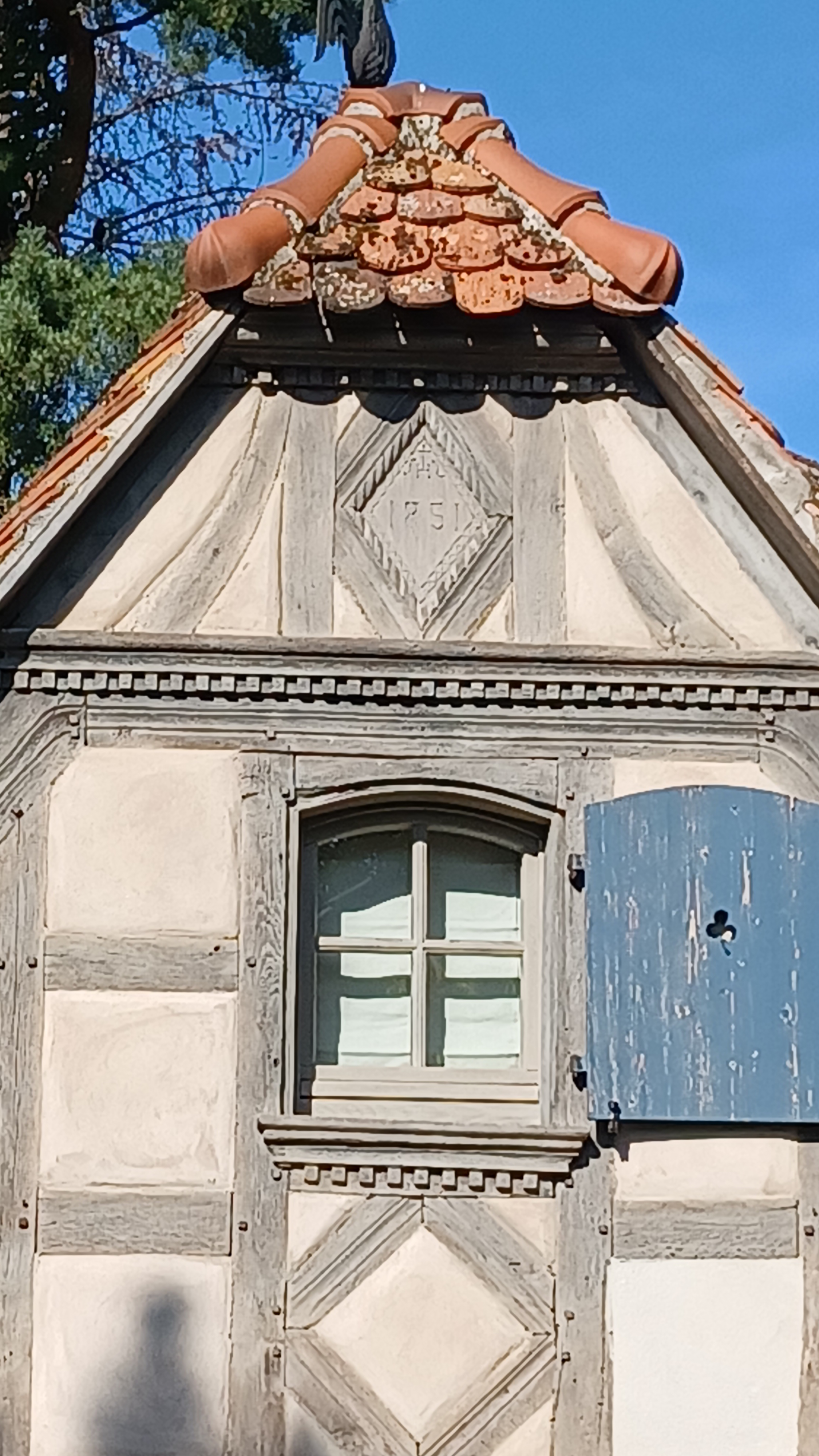
Détail maison annexe.

## Architecture et parc
Au cœur d'un ravissant hameau reconstitué, des suites ont été aménagées. Elles occupent différents bâtiments restaurés dans la tradition architecturale régionale, et bien intégrés dans le paysage.
Les espaces intérieurs dans les 12 chambres et junior suites bénéficient de décors personnalisés conçus entre modernité et authenticité, intégrant de vieux meubles conservés de génération en génération par le propriétaire de ces belles demeures,. Certains décors ont été signés par Edgar Malher,,.
Ce vaste domaine paysager comporte des arbres centenaires et un ruisseau enjambé par des petits ponts sur le Falckensteinbach, où l’on peut voir un couple de cygnes, des canards et des chevaux.

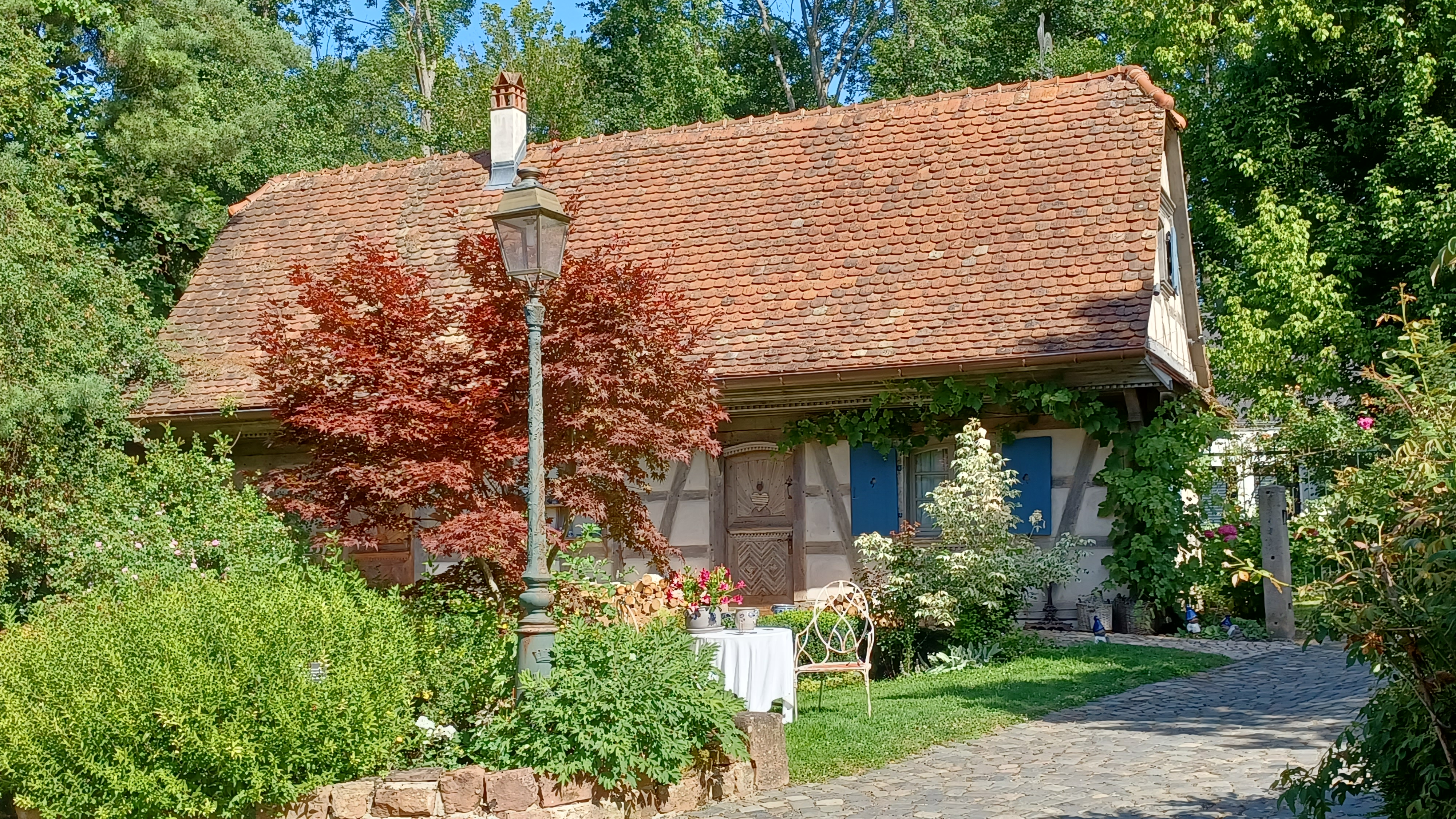
Accueil Hôtel et Restaurant jardins du Moulin.
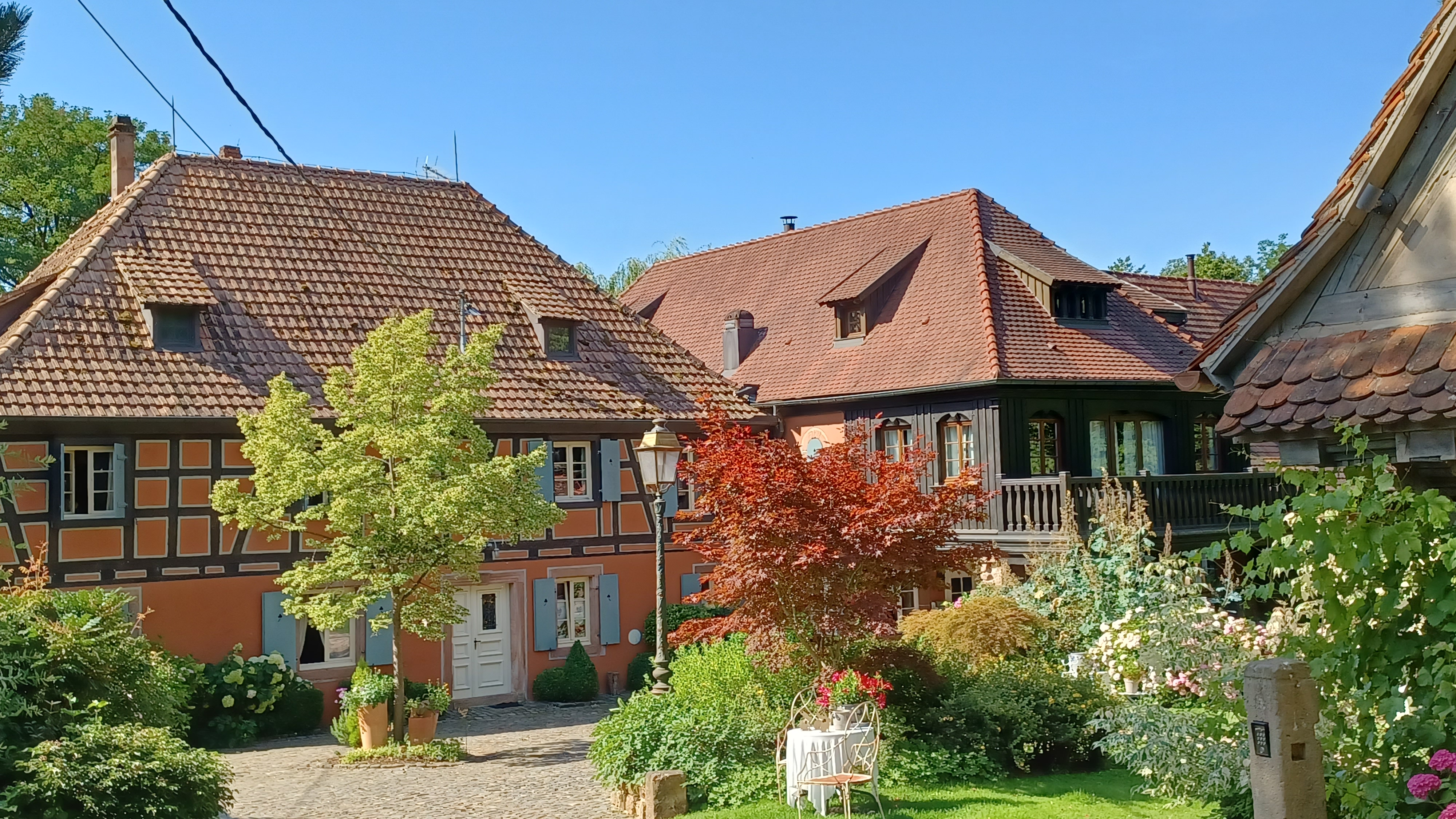
Restaurant Jardins du Moulin.
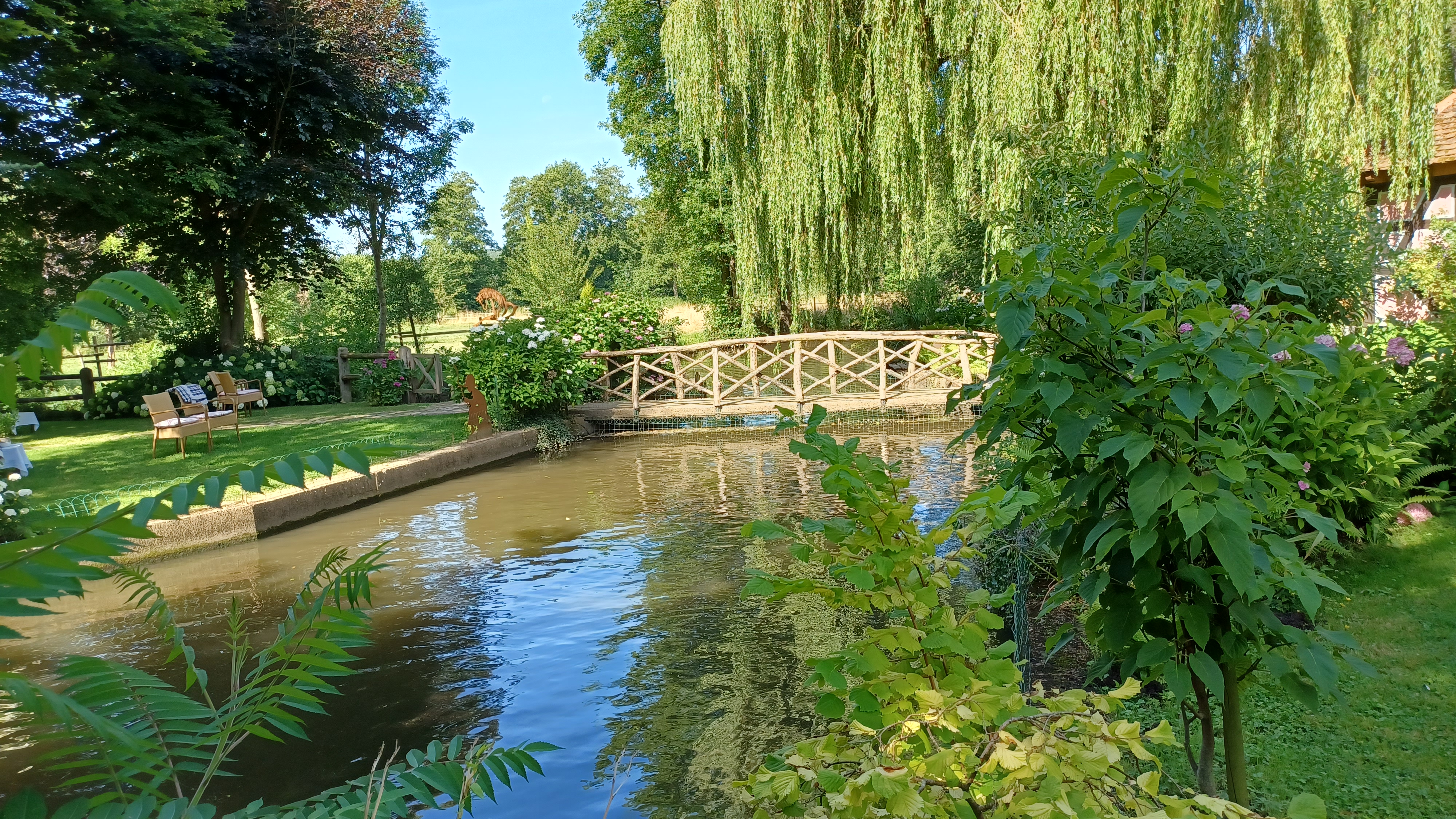
Hôtel et Jardins du Moulin.
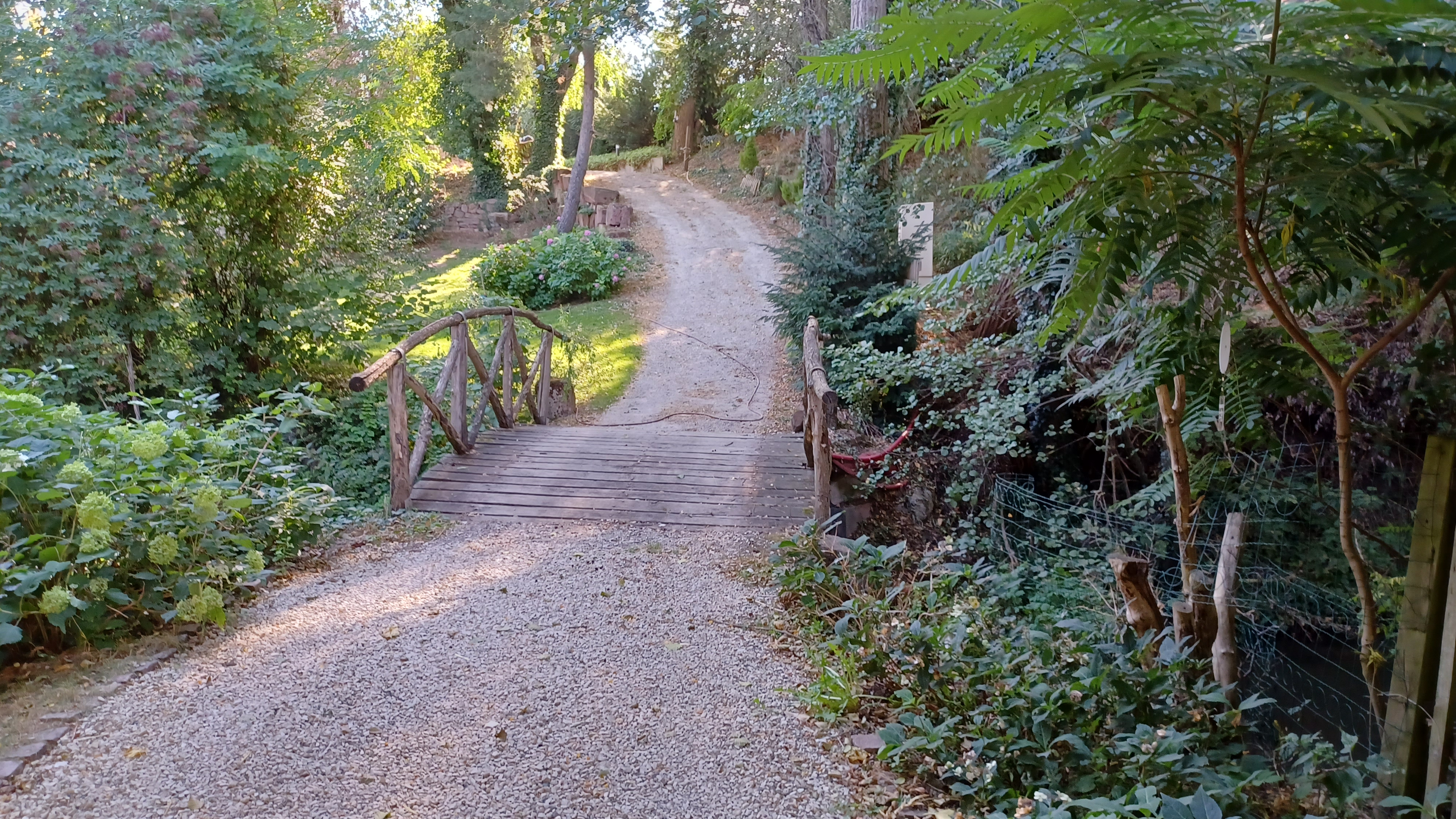
Parc de l'hôtel restaurant.
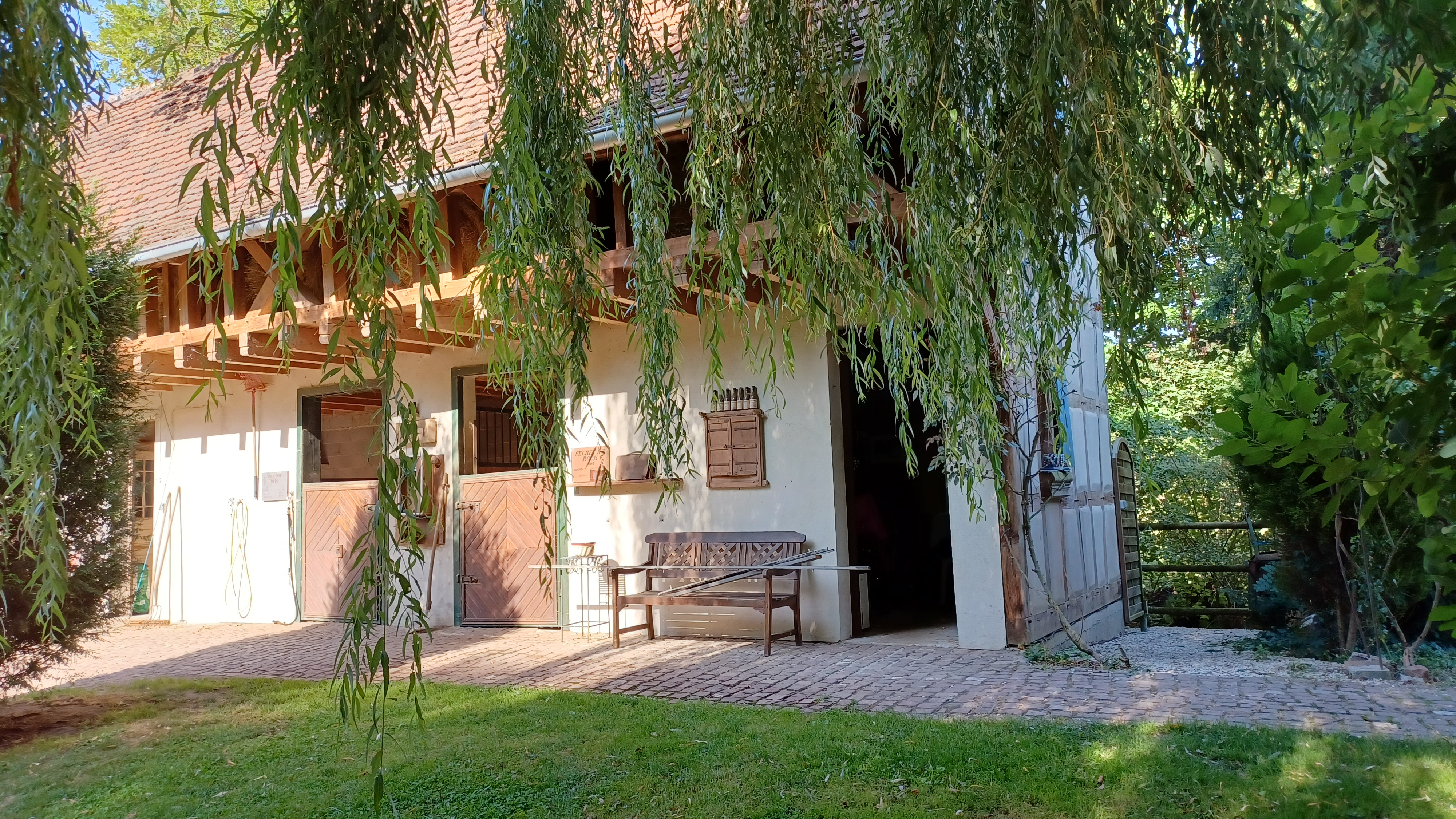
Écurie de l'hôtel du moulin.
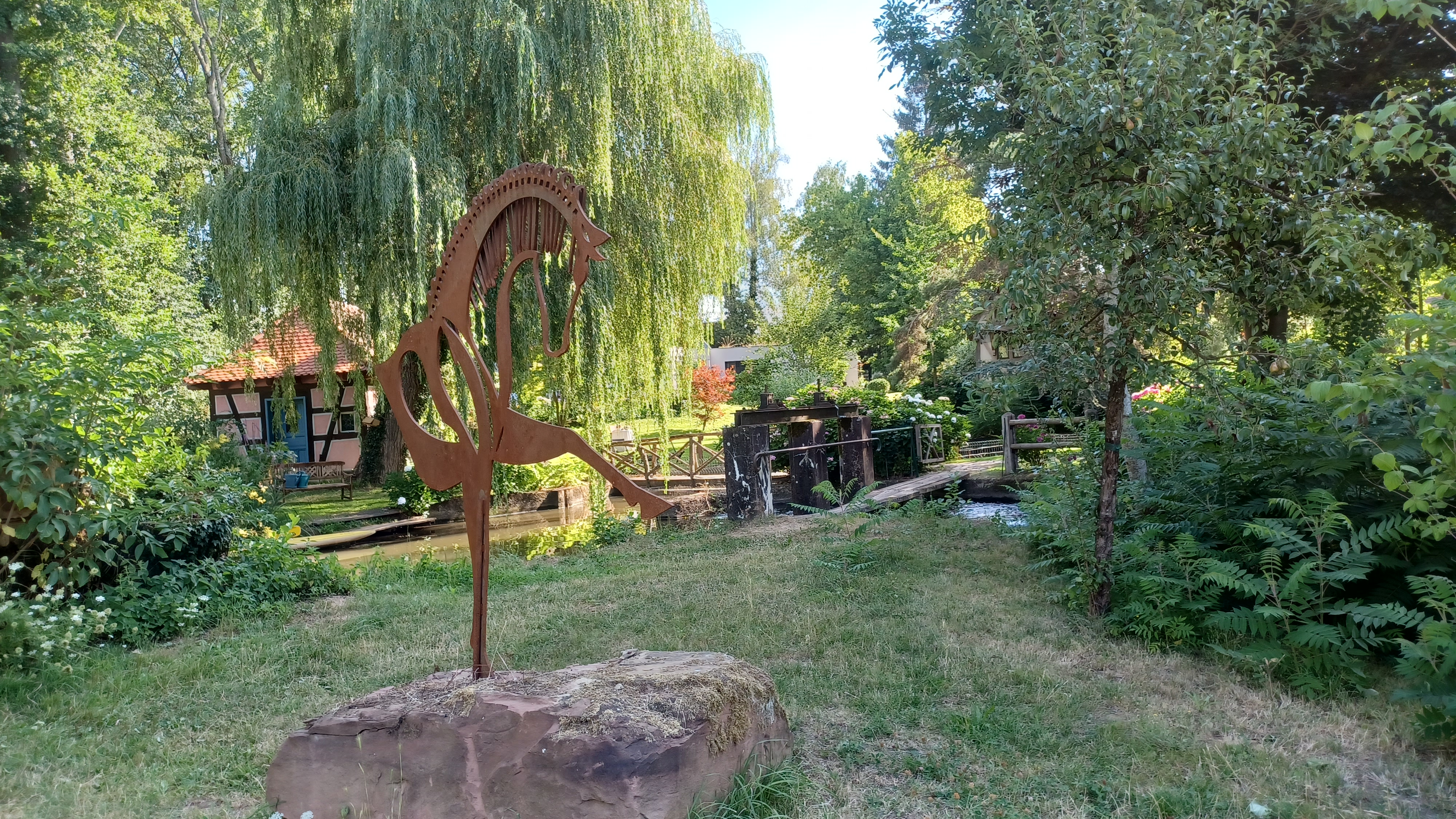
Hôtel-restaurant depuis l'espace hippique.
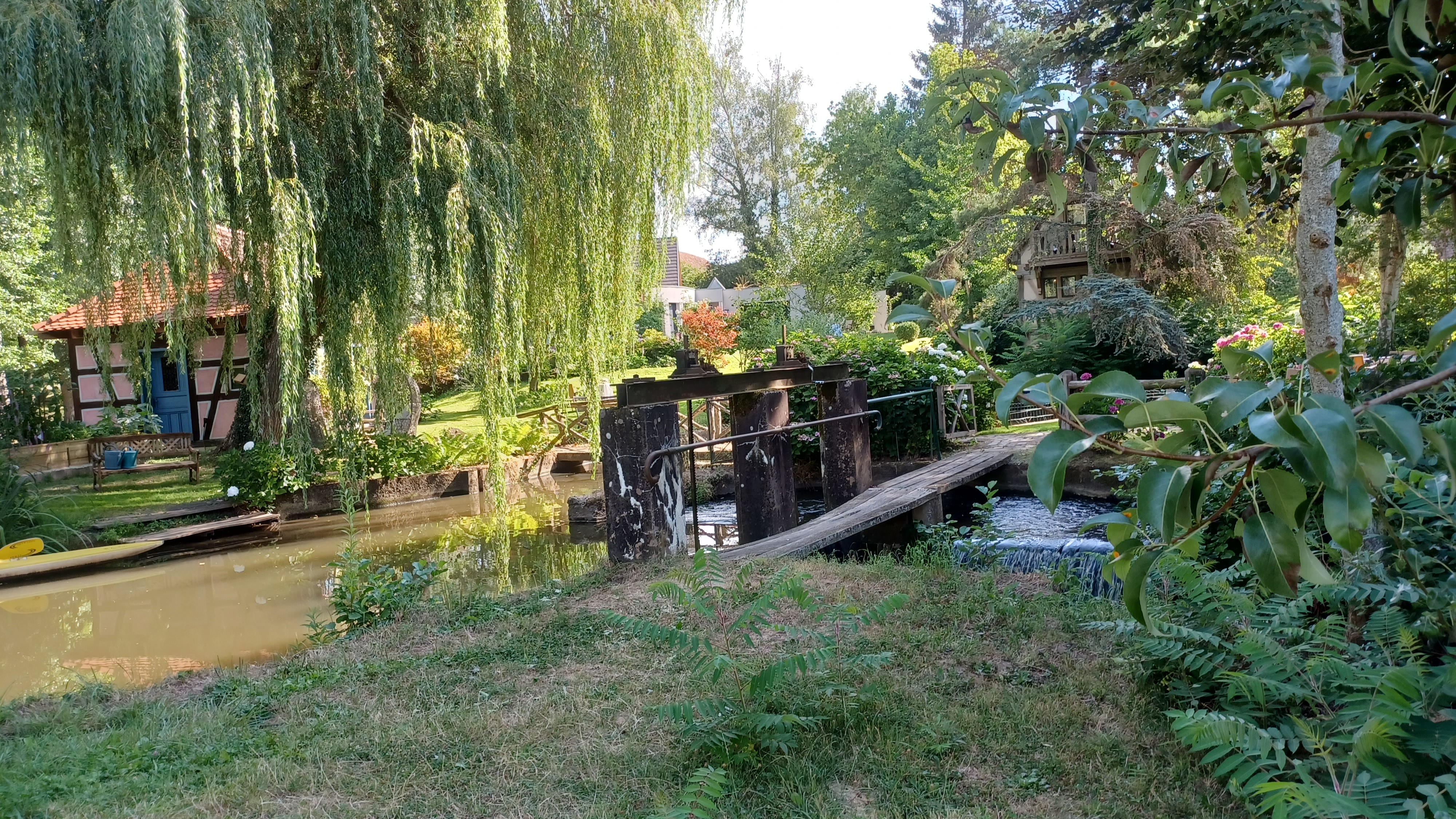
Le Moulin au bord du Falckensteinbach.
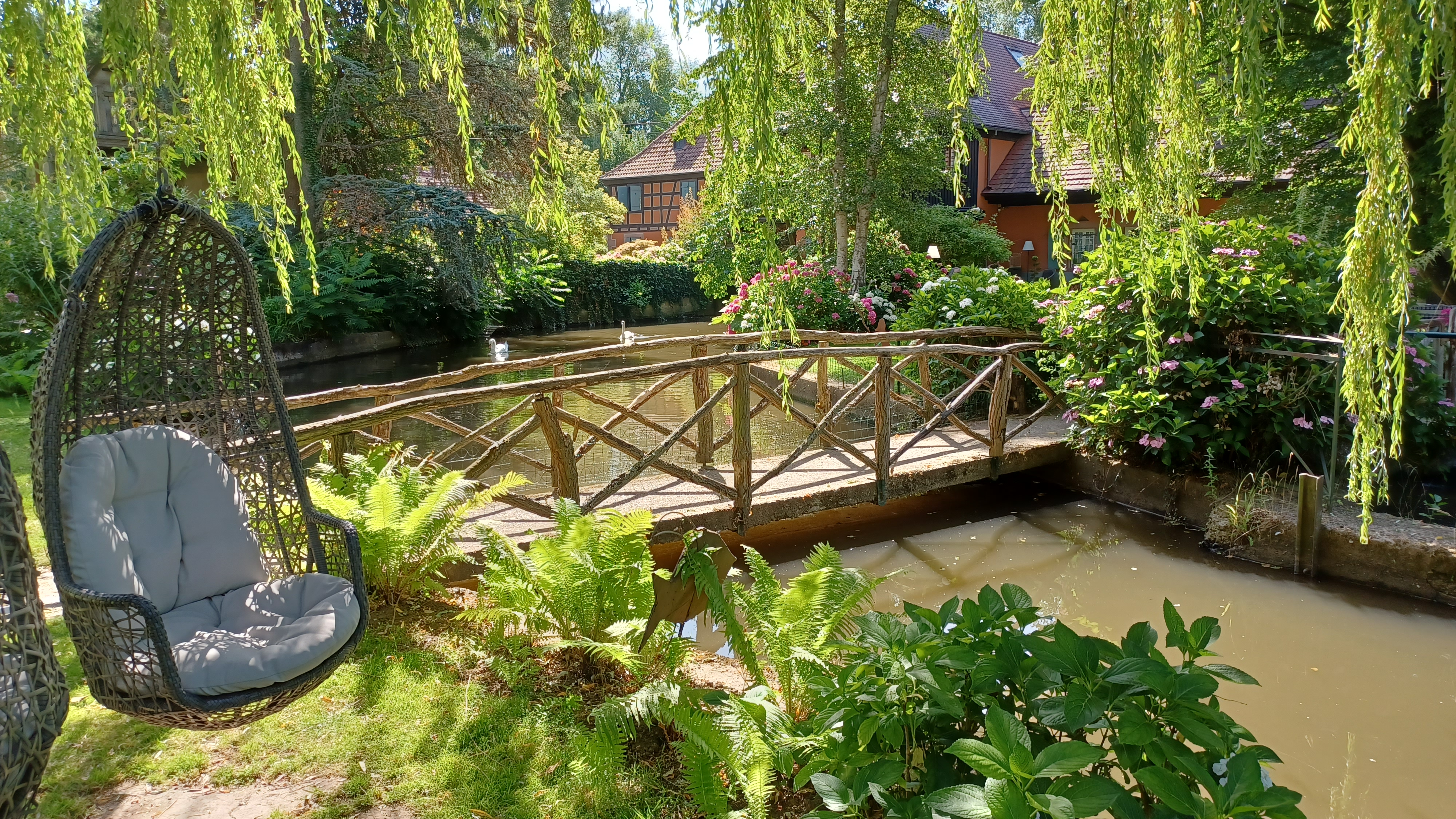
Les jardins du Moulin.

## Le restaurant
Signé par le couple Arnaud Zinck et Corinne Schneider, ce restaurant attenant à l’Hôtel du Moulin voit le jour en 2013 en s’établissant dans l’enceinte des anciennes écuries,.
Après avoir fait ses armes auprès d’Antoine Westermann, François Paul et Joël Robuchon, le chef, Arnaud Zinck exerce entre traditions régionales et innovation culinaire.

### Bibliographie

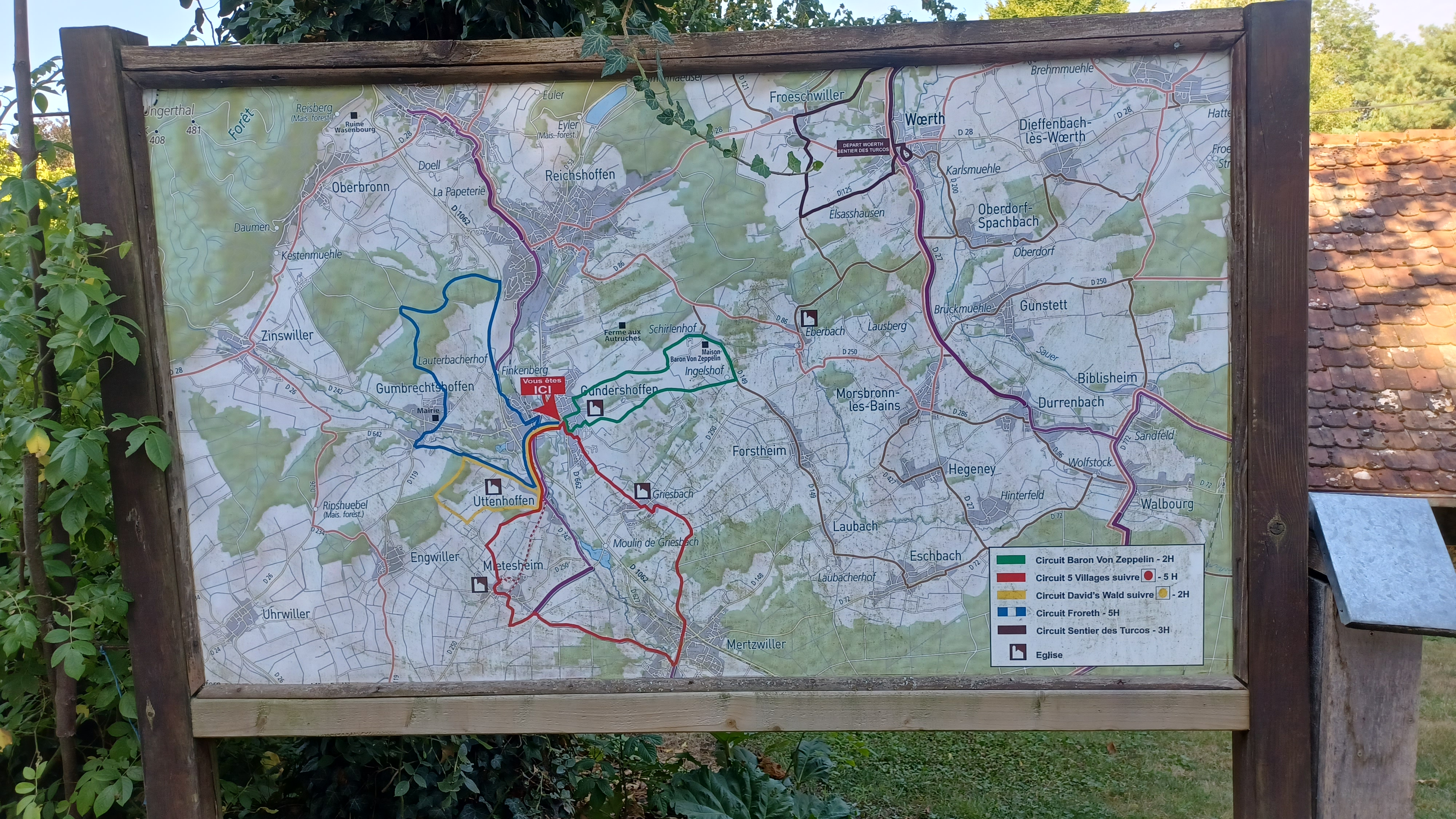
Circuits de randonnées depuis Hôtel du Moulin.